# Макайвор, Эшли
Э́шли Мака́йвор (англ. Ashleigh McIvor, 15 сентября 1983, Ванкувер, Британская Колумбия) — канадская фристайлистка, олимпийская чемпионка Ванкувера-2010, чемпионка мира 2009 в ски-кроссе.

## Спортивная карьера
Эшли Макайвор участвует в международных соревнованиях с 2003 года. В соревнованиях Кубка мира она дебютировала в октябре 2004 года и на первом же этапе заняла второе место. Первую и единственную победу на этапах Кубка мира она одержала в январе 2010 года, 9 раз она занимала место на пьедестале. Лучший результат в зачете Кубка мира в дисциплине «ски-кросс» — 5 место (сезон 2008/2009), лучший результат в общем зачете — 16 место в том же сезоне.
Четыре раза Эшли принимала участие в соревнованиях X-Games, лучший результат — серебряная медаль в 2010 году.
В 2009 году Эшли Макайвор стала победительницей Чемпионата мира в японском Инаваширо, причем после квалификации она занимала лишь 28 место.
На Олимпиаде-2010 в Ванкувере выиграла золотую медаль на своей домашней трассе Сайпресс-Маунтин, и стала первой олимпийской чемпионкой в истории этого вида спорта.

## Личная жизнь
Эшли Макайвор считается одной из самых популярных спортсменок Канады, «лицом женского фристайла». Она часто снимается в рекламе спортивной одежды и инвентаря, в фотосессиях известных фотографов, участвует в телепередачах.
Эшли училась в Университете Британской Колумбии по специальности бизнес и маркетинг.
Эшли была замужем за американским футболистом Джеем Демеритом. В браке у пары родился сын Оукс.